# Zoommeer
Zoommeer este o arie protejată (arie de protecție specială avifaunistică — SPA) din Țările de Jos întinsă pe o suprafață de 1.046 ha, integral pe uscat.

## Localizare
Centrul sitului Zoommeer este situat la coordonatele 51°29′54″N 4°12′56″E / 51.4984°N 4.2155°E.

## Înființare
Situl Zoommeer a fost declarat arie de protecție specială avifaunistică în martie 2000 pentru a proteja 15 specii de animale.

## Biodiversitate
Situată în ecoregiunea atlantică, aria protejată nu include niciun habitat protejat.
La baza desemnării sitului se află mai multe specii protejate de  păsări (15): rață sulițar (Anas acuta), rață lingurar (Anas clypeata), rață pitică (Anas crecca), rață fluierătoare (Anas penelope), rață pestriță (Anas strepera), gâscă cenușie (Anser anser), rața moțată (Aythya fuligula), Branta bernicla, prundăraș de sărătură (Charadrius alexandrinus), lișiță (Fulica atra), pescăruș-cu-cap-negru (Larus melanocephalus), corcodel mare (Podiceps cristatus), ciocântors (Recurvirostra avosetta), chiră de baltă (Sterna hirundo), călifar alb (Tadorna tadorna)